# Derzsi György
Derzsi György (Pozsony, 1973. november 9. –) magyar színművész, énekes, zeneszerző.

## Életpályája
1994-ben első helyezést ért el a Zselízi Rockfesztivál szóló kategóriájában, és még abban az évben a Komáromi Jókai Színház társulatának a tagja lett. 1995 és 1997 között között a Győri Nemzeti Színház tagja volt. 
2001-ben végzett Budapesten, a Színház és Filmművészeti Egyetem operett-musical szakán, majd két évadon keresztül a Budapesti Operettszínház, 2004-től pedig a Szarvasi Cervinus Teátrum társulatának tagja volt. 2007-ben szerepelt A Társulat című televíziós tehetségkutató show-műsorban. Vendégszerepelt a Miskolci Nemzeti Színház, a Debreceni Csokonai Színház, az Egri Gárdonyi Géza Színház, a Szegedi Nemzeti Színház, a Veszprémi Petőfi Színház, a Soproni Petőfi Színház, a Győri Nemzeti Színház, Dunaújvárosi Bartók Kamara Színház előadásaiban.
2013 és 2018 között a dél-komáromi Magyar Lovas Színház színésze, rendezője, művészeti vezetője volt. Rendezőként a János Vitéz, Az utolsó betyár, a Honfoglalás és a Kincsem című előadásokat jegyzi. 2014-ben írta első zenés darabját, Kincsem címmel, amelyet 2017-ben a Pesty Nagy Katalin szövegére komponált Vörös Rébék című musical ballada, 2018-ban a Szent László, a lovagkirály című zenés lovagi játék, tavaly A Boldogság Szövetsége című családimese-musical követtek.
2021-ben a Meskó Zsolt szövegíróval közösen alkotott A tizenötödik című musicallel megnyerték a III. Madách Musical Pályázat első helyét. A musicalt 2022. április 22-én mutatták be a budapesti Madách Színházban. Meskó Zsolt: Szerelmem, Sárdy, illetve Varga Emese – Benkő Géza: Lehár című zenés monodrámáinak előadója. Vadkerti Imre és Kovács Koppány társaságában A három királyok produkció tagja.

## Filmes és televíziós szerepei
- Géniusz, az alkimista (2010)
- Hacktion: Újratöltve (2013)
- Kincsem (2017)